# SKP Kroměříž
SKP Kroměříž (celým názvem: Sportovní klub Policie Kroměříž) byl český klub ledního hokeje, který sídlil v Kroměříži. Své domácí zápasy odehrával na zimním stadionu Kroměříž s kapacitou 3 000 diváků.

## Historie
Klub vznikl v roce 1994, zařazen byl do hokejové soutěže v okresním přeboru, kterou hned v prvním ročníku 1994/95 vyhráli a postoupili do krajského přeboru II. třídy, kde působil do roku 2001. Od sezony 2001/2002 do 2004/2005 působil v krajském přeboru ve skupině Jihomoravském a Zlínském kraji. Během působení v krajském přeboru spolupracovali s druholigovým celkem HK Kroměříž.

## Úspěchy
- postup do krajského přeboru II.třídy – 1994/1995

## Přehled ligové účasti
Stručný přehled
- 1994–1995: Okresní přebor (6. ligová úroveň v České republice)
- 1995–2001: Krajský přebor II. třídy (5. ligová úroveň v České republice)
- 2001–2004: Zlínský krajský přebor (4. ligová úroveň v České republice)
- 2004–2005: Jihomoravský a Zlínský krajský přebor (4. ligová úroveň v České republice)

Jednotlivé ročníky
Legenda: ZČ - základní část, červené podbarvení - sestup, zelené podbarvení - postup, fialové podbarvení - reorganizace, změna skupiny či soutěže
| Česko (1994 – 2005) |                                       |           |          |                                           |              |
| Sezóny              | Soutěž                                | Úroveň    | ZČ       | Play-off, nadstavba, sk. o udržení...     | Poznámky     |
| 1994/95             | Okresní přebor                        | 6. úroveň |          |                                           | Postup       |
| 1995/96             | Krajský přebor II. třídy              | 5. úroveň |          |                                           |              |
| 1996/97             | Krajský přebor II. třídy              | 5. úroveň |          |                                           |              |
| 1997/98             | Krajský přebor II. třídy              | 5. úroveň |          |                                           |              |
| 1998/99             | Krajský přebor II. třídy              | 5. úroveň |          |                                           |              |
| 1999/00             | Krajský přebor II. třídy              | 5. úroveň |          |                                           |              |
| 2000/01             | Krajský přebor II. třídy              | 5. úroveň |          |                                           | Reorganizace |
| 2001/02             | Zlínský krajský přebor                | 4. úroveň |          |                                           |              |
| 2002/03             | Zlínský krajský přebor                | 4. úroveň | 4. místo | Semifinále                                |              |
| 2003/04             | Zlínský krajský přebor                | 4. úroveň | 5. místo | O 5.-7. místo (5. místo)                  | Reorganizace |
| 2004/05             | Jihomoravský a Zlínský krajský přebor | 4. úroveň | 7. místo | Nadstavba 7. místo (play off čtvrtfinále) |              |